# Amanda Gorman
Amanda Gorman (Kalifornia vagy Los Angeles, 1998. március 7. –), afroamerikai költőnő, a legfiatalabb költő, aki verset mondott elnöki beiktatáson.

## Élete
Los Angelesben született. Szociológiát tanult a Harvard Egyetemen. 2017-ben megkapta a National Youth Poet Laureate címet. 

## Szereplése Biden beiktatásán
Sajtójelentések szerint Joe Biden felesége, Jill Tracey Biden ajánlotta Amanda Gormant az elnökavatásra. Így Gorman Lady Gagával, Jennifer Lopezzel és Garth Brooksszal együtt léphetett fel Joe Biden elnök beiktatási ceremóniáján, 2021. január 20-án. Itt a The Hill We Climb című versét olvasta fel, amelyből korábban már részletet közölt a The New York Times. A vers szövege a demokratikus értékek megvédése mellett áll ki. 

## Műveinek fordítóival kapcsolatos konfliktusok
Noha Gorman kimondottan örült, hogy a kiadó a Nemzetközi Booker-díj legfiatalabb díjazottját, a holland Marieke Lucas Rijneveldet bízta meg művei fordításával, a holland írónő a bőrszínével foglalkozó kritikák miatt visszalépett a megbízatástól.
Később a katalán Univers kiadó vonta vissza az amerikai Viking Books kérésére Victor Obiols fordítási megbízását, hogy helyette – lehetőség szerint – egy afro-amerikai, aktivista nő végezhesse el a feladatot. Ez utóbbi esetben sincs bizonyíték arra, hogy a kiadó a költőnő személyes kérésére intézkedett volna, ugyanakkor a közösségi oldalakon és a sajtóban is fellángolt a vita, hogy befolyásolja-e egy műfordító alkalmasságát a neme, a bőrszíne, vagy a társadalmi tevékenysége.

## Művei
Művei magyarul még nem jelentek meg. Az eredeti nyelven (angolul) megjelentek a következők:

### Könyvei
- The One for Whom Food Is Not Enough. Urban Word LA (2015). ISBN 978-0-9900122-9-0
- Candy Cane"; "Poetry Is, You are here: the WriteGirl journey. Los Angeles: WriteGirl Publications, 210; 281. o. (2013). ISBN 978-0-98370812-4. OCLC 868918187
- The Hill We Climb: Poems. Viking Books for Young Readers (2021). ISBN 978-0-593-46506-6. OCLC 1232185776
- The Hill We Climb: An Inaugural Poem for the Country. Viking Books for Young Readers (2021). ISBN 978-0-593-46527-1. OCLC 1232234825
- Change Sings: A Children's Anthem. Viking Books for Young Readers (2021). ISBN 978-0-593-20322-4. OCLC 1232149089

### Hangoskönyvek
- Change Sings: A Children's Anthem, 2021, Audible. (ISBN 978-0-593-20322-4) 10 perc
- The Hill We Climb and Other Poems, 2021, Audible. (ISBN 978-0593465271) 1 óra

### Cikkek
- "How Poetry Gave Me a Voice". November 21, 2014. The Huffington Post. ISSN 2369-3452
- "Touching a Diverse Audience: A Conversation With Author Sharon G. Flake". January 30, 2015. The Huffington Post. ISSN 2369-3452
- "Meet Laya DeLeon Hayes, Voice Of Doc McStuffins". August 9, 2016. The Huffington Post. ISSN 2369-3452
- "Poetry, Purpose, and Path: An Interview with Los Angeles Poet Laureate Luis Rodriquez". August 9, 2016. The Huffington Post ISSN 2369-3452
- "Native People Are Taking Center Stage. Finally.". November 17, 2018. The New York Times. ISSN 0362-4331
- "I'm Not Here to Answer Your Black History Month Questions". February 13, 2019. The New York Times ISSN 0362-4331